# Jules Védrines
Jules Charles Toussaint Védrines (también mencionado como Julio Vedrines en la prensa española de la época; Saint-Denis, París; 29 de diciembre de 1881-St Rambert d'Albon, cerca de Lyon; 21 de abril de 1919) fue un aviador pionero francés, notorio por ser el primer piloto en  volar a más de 100 millas por hora  y por ser ganador de la carrera del Trofeo Gordon Bennett en 1912.

## Biografía
Jules Védrines nació en Saint-Denis, un suburbio industrial de París, el 29 de diciembre de 1881. Se crio en el duro ambiente de los barrios bajos de París, lo que contribuyó a la formación de un carácter áspero y maledicente, que no obstante le hizo el favorito del público francés. Fue aprendiz en la compañía de fabricación de motores Gnome, después de lo que pasó seis meses en Inglaterra como mecánico del conocido actor y aviador aficionado británico Robert Loraine en 1910.
Tras regresar a Francia, obtuvo la licencia de piloto (núm. 312) el 7 de diciembre de 1910 en la Escuela Blériot de la ciudad de Pau. Su carrera hasta convertirse en uno de los pilotos más destacados de la época se inició cuando ganó la Carrera aérea París-Madrid en mayo de 1911, volando con un monoplano Morane-Borel. Durante el mes anterior ya había atraído la atención del público parisino lanzando unos ramos de violetas desde su aeroplano sobre la procesión de Cuaresma cuando llegaba a la Plaza de la Concordia. Aquel año también fue segundo en el Circuito de Carreras de Gran Bretaña, y tercero en el Circuito de Carreras de Europa. En 1912, pilotando un Deperdussin 1912 Racing Monoplane, fue la primera persona en volar en una aeronave a más de 100 millas por hora (160 km/h) y también ganó la carrera del Trofeo Gordon Bennett.

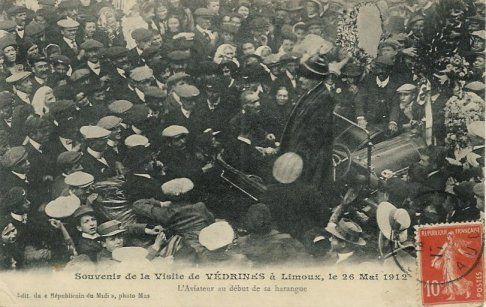
Védrines candidato en las elecciones de 1911

Védrines intervino en política, y en 1912 se presentó (aunque sin éxito) como candidato Socialista para la Cámara de Diputados constitutiva de Limoux. También fue un pionero en el uso de una aeronave con propósitos de propaganda, lanzando octavillas reclamando más aeronaves para el Ejército Francés sobre el edificio de la Cámara de los Diputados en París en enero de 1912.
En 1913 voló entre París y El Cairo en un Blériot monoplano. El vuelo estuvo marcado por la polémica tanto en su inicio como en su fin. Cuando llegó a Nancy para iniciar el recorrido, fue retenido, advirtiéndole sobre las consecuencias si su intención era atravesar el espacio aéreo alemán. Este asunto ya era polémico en la época, pues los aviadores reclamaban su libertad para volar a cualquier lugar sin considerar las fronteras nacionales. La acción de Védrines contribuyó a la organización de una conferencia sobre la materia al año siguiente.

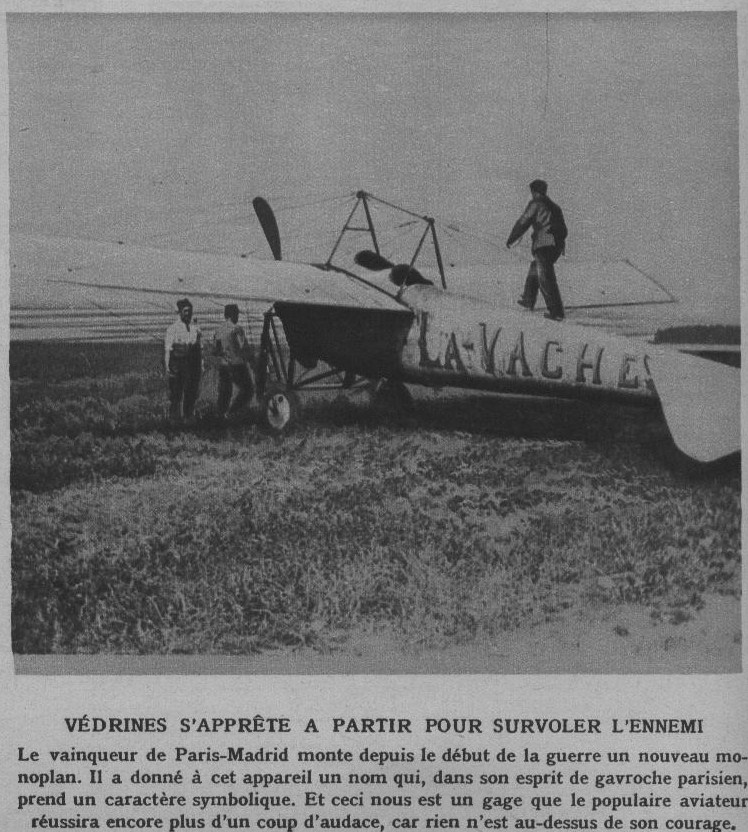
Védrines y su Blériot XXXVIbis La Vache, 31 de agosto de 1914

Después de un largo retraso en Nancy, el 20 de noviembre Védrines logró despegar y se saltó la prohibición, cambiando su rumbo desde Nancy hacia Praga cuando estuvo fuera de la vista del aeródromo. Este hecho le acarreó ser juzgado in absentia por los alemanes y sentenciado a un año de cárcel. Después de alcanzar Praga, continuó su ruta vía Sofía y Constantinopla (donde complació al Sultán lanzando una bandera turca sobre el palacio Imperial); llegando a Beirut el 25 de diciembre, a Jaffa el 27, y finalmente, el día 29 aterrizando en el campo de polo de Heliopolis, donde fue recibido por un representante del Jedive y por el Agente Francés, quien le colocó una corona de laurel con una bandera tricolor alrededor del cuello. Poco después de su llegada, se vio implicado en una violenta disputa con M. Roux, quien había sido pasajero en un intento de vuelo rival hasta el Cairo. Una negativa a retractarse de una acusación de comportamiento antipatriótico llevó a Védrines a ser desafiado a un duelo, pero rechazó el enfrentamiento, alegando que no era lo suficientemente valiente como para dejarse matar. Un intento de M. Quinton (presidente de la Liga Aérea Francesa) para resolver el asunto, le llevó a plantear a Védrines que luchase o que abandonara el Cairo inmediatamente. Védrines regresó a París y Quinton le desafió a un nuevo duelo en lugar de Roux. Védrines eligió luchar con revólveres del Ejército Francés a diez pasos de distancia. El asunto ocupó numerosos titulares en la prensa parisiense durante varias semanas, pero expertos en el protocolo de duelos finalmente decidieron que no había ningún motivo para llevar adelante una carnicería tan absurda.

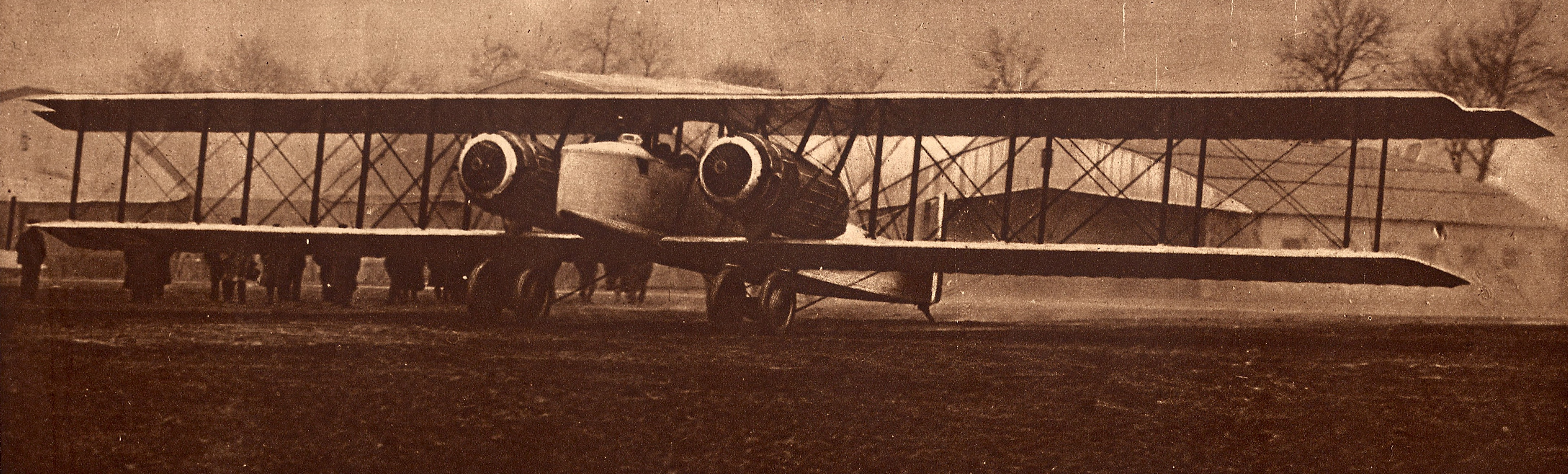
Jules Védrines y su mecánico despegando por última vez en 1919.

Durante la Primera Guerra Mundial estuvo implicado en misiones clandestinas, aterrizando detrás de las líneas enemigas para dejar o recoger agentes. Su avión Blériot XXXVIbis fue bautizado La Vache (La Vaca), y estaba decorado con un cuadro de una vaca, en homenaje a las raíces de su familia en la región del Lemosín. El 15 de julio de 1915 fue mencionado en la Orden del día del Ejército Francés por su labor con el Sexto Ejército, para el que había volado más de 1000 horas en misiones de reconocimiento.
El 19 de enero de 1919 aterrizó con éxito con un Caudron G.3 en la azotea de las Galeries Lafayette de París, ganando un premio de 25.000 francos, que había sido ofrecido antes de la guerra. Después de su muerte, se colocó allí una lápida que conmemora la consecución de este logro.
Tres meses después, el 21 de abril de 1919, falleció cuando intentaba volar en un Caudron C.23 de Villacoublay a Roma. Después de que un motor fallase, intentó un aterrizaje de emergencia, pero se estrelló en las inmediaciones de St Rambert d'Albon (cerca de Lyon), muriendo también en el accidente su mecánico Guillain.